# Saison 2017-2018 de l'Olympique de Marseille
Maillots
Chronologie
Saison précédente Saison suivante
La saison 2017-2018 de l'Olympique de Marseille est la soixante-huitième saison du club provençal en première division du Championnat de France de football, la vingt-deuxième consécutive au sein de l'élite du football français.

## Préparation d'avant-saison
La reprise de l'entraînement est fixée au lundi 26 juin 2017 par Rudi Garcia. Le mercredi 28, l'équipe se rend en Suisse à Saillon pour un premier stage jusqu'au 5 juillet. Le groupe olympien pour le stage est le suivant : 
- Gardiens : Escales, Madede, Pelé
- Défenseurs : Ali Abdallah, Aloé, Bedimo, Doria, Evra, Fanni, Kamara, Rocchia, Rolando, Sarr
- Milieux : Cabella, Chabrolle, Doukansy, Khaoui, Lopez, Sanson, Sertic, Zakouani
- Attaquants : Ocampos, Germain, Njie, Sari

Pendant cette durée, les Marseillais défient la sélection du Valais le premier jour de mois de juillet, puis le dernier 4e du Championnat de Suisse le FC Sion. Le dimanche 9 juillet, ils affrontent le 3e club le plus titré du Championnat de Tunisie et dernier 2e l'ES Sahel. Du 12 au 18 juillet retournent en Suisse mais cette fois-ci à Lausanne pour un second stage. Ils jouent contre le vainqueur du Championnat de Roumanie le Viitorul Constanța le mercredi 12 et face au 3e du Championnat turc Fenerbahçe le samedi 15. Après leur retour en France le mardi 18, l'OM joue à Annecy face au Sporting Lisbonne. Et pour terminer cette préparation, Marseille joue un dernier match amical le samedi 22 juillet face aux Glasgow Rangers.

## Transferts
Pour le premier mercato estival du "OM Champions Project", l'Olympique de Marseille aura donc recruté 7 recrues lors de ce mercato d'été dont Steve Mandanda, Luiz Gustavo, Adil Rami ou encore l'attaquant grec Konstantínos Mítroglou et aura dépensé 59,5 M€.

### Transferts estivaux
Le 20 mai 2017, le jeune latéral Julien Dacosta signe aux Chamois niortais après avoir refusé de signer pro avec l'OM. 
Le 30 mai, le jeune défenseur prometteur Boubacar Kamara qui évolue au club depuis l'âge de 5 ans signe son premier contrat professionnel. Il s'engage pour 3 saisons avec Marseille. 
Le club obtient ensuite le transfert définitif de Florian Thauvin qui était prêté par Newcastle pour 12,5 millions d'euros le 9 juin. 
Puis c'est Clinton Njie qui s'engage définitivement avec l'OM pour 7 millions d'euros le 11 juin après avoir été prêté par Tottenham. 
Le 16 juin, un premier départ d'un joueur pro à l'OM. En effet le défenseur central Karim Rekik à qui il restait deux ans de contrat quitte le club pour s'engager avec le Hertha Berlin. La transaction rapporte environ 4 millions d'euros avec les bonus au club marseillais. 
Le 18 juin, le défenseur central Stéphane Sparagna est libéré de son contrat par l'OM et s'engage avec Boavista au Portugal. Le 26 juin, Valère Germain signe pour 4 années à l'Olympique de Marseille pour un montant s'élevant à 8 millions d'euros plus 2 en bonus pour le champion de France et le demi-finaliste de la dernière Ligue des champions. Le 4 juillet, Luiz Gustavo s'engage avec l'OM pour un transfert de 8 millions en provenance de Wolfsbourg. Le 11 juillet, Steve Mandanda signe officiellement à l'Olympique de Marseille, "Il fenomeno" signera pour les trois prochaines années dans le club phocéen. Le 13 juillet c'est Adil Rami qui rejoint le club phocéen pour une somme avoisinant de 6 millions avec bonus et pour une durée de quatre ans. Le 15 juillet, le défenseur Baptiste Aloé est libéré de sa dernière année de contrat avec l'OM et s'engage en Ligue 2 à Valenciennes. Le 24 juillet, Antoine Rabillard résilie son contrat et s'engage avec Béziers. Le 26 juillet, le milieu Saîf-Eddine Khaoui est prêté une saison à Troyes. Le même jour, Bill Tuiloma s'engage avec les Timbers de Portland. Le 10 août, Jordan Amavi s'engage pour un prêt payant d'un an avec option d'achat quasi automatique. Le 29 août, Aymen Abdennour est prêté par le Valence CF. Le 31 août, Rémy Cabella est prêté à l'AS Saint-Étienne un an sans option d'achat et le même jour l'attaquant grec Konstantínos Mítroglou signe pour 4 ans contre 15 M€ au club phocéen. Le 7 septembre, même si le mercato est terminé en France il ne l'est pas en Turquie et Tomáš Hubočan est prêté à Trabzonspor. Le 17 octobre, le jeune gardien de 20 ans Romain Cagnon libre de tout contrat paraphe un contrat pro jusqu’à la fin de la saison avec le club phocéen. Le 10 novembre, le contrat de Patrice Évra a été officiellement résilié à la suite de son coup de pied sur un supporter de l'OM. Le 22 novembre, après de très longues négociations, Christopher Rocchia et Yusuf Sari signent en équipe première.
| Nom                     | Nationalité      | Poste     | Transfert                            | Provenance/Destination   | Division            |
| ----------------------- | ---------------- | --------- | ------------------------------------ | ------------------------ | ------------------- |
| Arrivées                |                  |           |                                      |                          |                     |
| Konstantínos Mítroglou  | Grèce            | Attaquant | Transfert (15 millions d’euros)      | SL Benfica               | Liga NOS            |
| Florian Thauvin         | France           | Attaquant | Transfert (12,5 millions d’euros)    | Newcastle United         | Premier League      |
| Valère Germain          | France           | Attaquant | Transfert (8+2 millions d’euros)     | AS Monaco FC             | Ligue 1 Conforama   |
| Luiz Gustavo            | Brésil           | Milieu    | Transfert (8 millions d’euros)       | VfL Wolfsbourg           | Bundesliga          |
| Clinton Njie            | Cameroun         | Attaquant | Transfert (7 millions d’euros)       | Tottenham Hotspur        | Premier League      |
| Adil Rami               | France           | Défenseur | Transfert (4+2 millions d’euros)     | Séville FC               | LaLiga Santander    |
| Steve Mandanda          | France           | Gardien   | Transfert (3+3 millions d’euros)     | Crystal Palace FC        | Premier League      |
| Romain Cagnon           | France           | Gardien   | Libre                                | -                        | -                   |
| Aymen Abdennour         | Tunisie          | Défenseur | Prêt                                 | Valence CF               | LaLiga Santander    |
| Jordan Amavi            | France           | Défenseur | Prêt                                 | Aston Villa FC           | EFL Championship    |
| Baptiste Aloé           | France           | Défenseur | Retour de prêt                       | Valenciennes FC          | Domino's Ligue 2    |
| Gaël Andonian           | Arménie          | Défenseur | Retour de prêt                       | PAE Veria                | Super League Ellada |
| Julien Fabri            | France           | Gardien   | Retour de prêt                       | FP01 Bourg-en-Bresse     | Domino's Ligue 2    |
| Lucas Ocampos           | Argentine        | Attaquant | Retour de prêt                       | AC Milan                 | Serie A             |
| Stéphane Sparagna       | France           | Défenseur | Retour de prêt                       | AJ Auxerre               | Domino's Ligue 2    |
| Boubacar Kamara         | France           | Défenseur | Premier contrat professionnel        | Olympique de Marseille B | National 2          |
| Christopher Rocchia     | France           | Défenseur | Premier contrat professionnel        | Olympique de Marseille B | National 2          |
| Yusuf Sari              | Turquie          | Attaquant | Premier contrat professionnel        | Olympique de Marseille B | National 2          |
| Départs                 |                  |           |                                      |                          |                     |
| Karim Rekik             | Pays-Bas         | Défenseur | Transfert (2,5+1,5 millions d’euros) | Hertha BSC               | Bundesliga          |
| Bill Tuiloma            | Nouvelle-Zélande | Milieu    | Transfert (200 000 euros)            | Portland Timbers         | Major League Soccer |
| Rémy Cabella            | France           | Milieu    | Prêt                                 | AS Saint-Étienne         | Ligue 1 Conforama   |
| Tomáš Hubočan           | Slovaquie        | Défenseur | Prêt                                 | Trabzonspor              | Spor Toto Süper Lig |
| Saîf-Eddine Khaoui      | Tunisie          | Milieu    | Prêt                                 | ES Troyes AC             | Ligue 1 Conforama   |
| Bafétimbi Gomis         | France           | Attaquant | Retour de prêt                       | Swansea AFC              | Premier League      |
| Aaron Leya Iseka        | Belgique         | Attaquant | Retour de prêt                       | RSC Anderlecht           | Division 1A         |
| Zinédine Machach        | France           | Milieu    | Retour de prêt                       | Toulouse FC              | Ligue 1 Conforama   |
| Clinton Njie            | Cameroun         | Attaquant | Retour de prêt                       | Tottenham Hotspur        | Premier League      |
| Florian Thauvin         | France           | Attaquant | Retour de prêt                       | Newcastle United         | Premier League      |
| William Vainqueur       | France           | Milieu    | Retour de prêt                       | AS Rome                  | Serie A             |
| Baptiste Aloé           | France           | Défenseur | Rupture de contrat                   | Valenciennes FC          | Domino's Ligue 2    |
| Patrice Évra            | France           | Défenseur | Résiliation de contrat               | -                        | -                   |
| Antoine Rabillard       | France           | Attaquant | Rupture de contrat                   | AS Béziers               | National 1          |
| Alphousseyni Sané       | France           | Défenseur | Rupture de contrat                   | -                        | -                   |
| Stéphane Sparagna       | France           | Défenseur | Rupture de contrat                   | Boavista FC              | Liga NOS            |
| Abou Diaby              | France           | Milieu    | Fin de contrat                       | -                        | -                   |
| Julien Fabri            | France           | Gardien   | Fin de contrat                       | Stade brestois 29        | Domino's Ligue 2    |
| Samad Mouhammadou       | Cameroun         | Attaquant | Fin de contrat                       | -                        | -                   |
| Jérémie Porsan-Clemente | France           | Attaquant | Fin de contrat                       | Montpellier HSC          | Ligue 1 Conforama   |
| Brice Samba             | France           | Gardien   | Fin de contrat                       | SM Caen                  | Ligue 1 Conforama   |

### Transferts hivernaux
Le 27 janvier, Dória est prêté jusqu'à la fin de la saison au club turc de Malatyaspor sans option d'achat.
| Nom     | Nationalité | Poste     | Transfert | Provenance/Destination | Division            |
| ------- | ----------- | --------- | --------- | ---------------------- | ------------------- |
| Départs |             |           |           |                        |                     |
| Dória   | Brésil      | Défenseur | Prêt      | Yeni Malatyaspor       | Spor Toto Süper Lig |

### Prolongations de contrat
| Nom          | Nationalité | Position  | Durée de prolongation | Fin de contrat |
| ------------ | ----------- | --------- | --------------------- | -------------- |
| Bouna Sarr   | France      | Défenseur | 2 ans                 | juin 2022      |
| Hiroki Sakai | Japon       | Défenseur | 1 an                  | juin 2022      |

## Systèmes de jeu
| \| Mandanda Sakai Rami Rolando Evra Luiz Gustavo Sanson Lopez Payet Thauvin Germain Entr. : Garcia \| Premier système de jeu utilisé · (4-3-3) |
| Mandanda Sakai Rami Rolando Evra Luiz Gustavo Sanson Lopez Payet Thauvin Germain Entr. : Garcia                                                |

| Mandanda Sakai Rami Rolando Evra Luiz Gustavo Sanson Lopez Payet Thauvin Germain Entr. : Garcia |

| \| Mandanda B. Sarr Rami Rolando Amavi Luiz Gustavo Anguissa Payet Ocampos Thauvin Germain Entr. : Garcia \| Deuxième système de jeu utilisé · (4-2-3-1) |
| Mandanda B. Sarr Rami Rolando Amavi Luiz Gustavo Anguissa Payet Ocampos Thauvin Germain Entr. : Garcia                                                   |

| Mandanda B. Sarr Rami Rolando Amavi Luiz Gustavo Anguissa Payet Ocampos Thauvin Germain Entr. : Garcia |

## Compétitions

### Championnat
La Ligue 1 Conforama 2017-2018 est la soixante-dix-huitième édition du Championnat de France de football et la seizième sous l'appellation « Ligue 1 ». L'épreuve est disputée par vingt clubs réunis dans
un seul groupe et se déroulant par matches aller et retour, soit une série de trente-huit rencontres. Les meilleurs de ce championnat se qualifient pour les coupes d'Europe, les trois premiers en Ligue des champions et le quatrième en Ligue Europa. À l'inverse, les deux derniers de la compétition sont rétrogradés à l'échelon inférieur en Ligue 2 et le 18e joue un barrage contre le 3e de la division inférieure.

#### Août: Débuts contrastés
Les olympiens démarrent la saison avec la réception de Dijon. Après une mi-temps serrée où les olympiens ne satisfont pas et où Payet se blesse jusqu'à septembre, un doublé de Njie, entré en jeu, et un but de Thauvin, scelle un succès 3-0. S'ensuit un déplacement à Nantes où les phocéens se heurtent d'abord à un grand Tatarusanu en première mi-temps et souffrent en seconde mi-temps jusqu'à la délivrance d'un but de Lucas Ocampos à la 87e minute. Face au SCO d'Angers, l'OM joue un match fort laborieux et perd Njie sur blessure. Un triste 1-1 ne rassure pas l'OM avant le déplacement à Monaco. Après une première mi-temps catastrophique en encaissant 4 buts, l'OM perd ce match 6-1, humilié et en doute.

#### Septembre: Le temps des changements
La défaite 6-1 contre Monaco est suivie par une trêve internationale. Les derniers mouvements du Mercato d'été ont lieu avec les arrivées de Aymen Abdennour en prêt et de Konstantínos Mítroglou, dénouement de la longue attente du "Grand Attaquant". Rémy Cabella est prêté à l'ASSE sans option d'achat & Tomáš Hubočan est prêté à Trabzonspor.
Les Olympiens retrouvent les terrains le Dimanche 10 Septembre pour la réception de Rennes. Garcia aligne un 4-3-3 avec un milieu Lopez, Sertic, Sanson. La défense centrale Rami - Abdennour est immédiatement dépassée par la vitesse des Rennais emmenés par Khazri qui mènent 2-0 au bout de 10 minutes. Les marseillais s'inclinent finalement 3-1, Sanson ayant sauvé l'honneur dans les dernières minutes. Les Olympiens réalisent certainement leur pire prestation à domicile. 
Après une courte victoire sans panache ni prestige en Ligue Europa contre Konyaspor 1-0 sur un but d'Adil Rami, les Marseillais se déplacent chez le promu Amiens SC qui après des débuts difficiles, vient de battre Strasbourg et Nice. Garcia, à l'occasion de ce match inaugure un nouveau dispositif. Exit le 4-3-3, le technicien Marseillais associe Luiz Gustavo et Zambo Anguissa devant la défense et derrière une ligne d'offensifs composée ce jour-là de Lucas Ocampos à gauche, Florian Thauvin à droite et Dimitri Payet en soutien de Clinton Njie. Toujours brouillons et se heurtant à une solide défense Picarde, les Marseillais s'imposent 2-0 grâce à un doublé de l'attaquant Camerounais. Le nouveau dispositif semble être la clé du renouveau des Phocéens. Autre signe d'espoir, l'évidente montée en puissance de Jordan Amavi qui semble condamner Patrice Évra au banc de touche pour la saison. 
Le week-end suivant, Garcia aligne la même équipe à l'exception du retour de Steve Mandanda à la place de Yohann Pelé qui gardait les cages à Amiens. L'adversaire est le Toulouse Football Club, treizième du championnat. La confiance revenant, les Marseillais mettent d'entrée de jeu la pression sur les Toulousains, inoffensifs durant presque toute la rencontre. Njie, Ocampos et Thauvin se mettant régulièrement en évidence, soutenus par les montées d'Amavi et de Sakai. C'est Florian Thauvin qui trouve l'ouverture en première période, imité à l'heure de jeu par Lucas Ocampos. Les Marseillais se permettent alors de gérer la rencontre. Valère Germain manque le 3-0 en fin de match, mis en échec par une parade d'Alban Lafont. Au coup de sifflet final, les Marseillais ont probablement réalisé leur performance la plus aboutie de la saison.  
Le 28 Septembre 2017, les Marseillais, battus en semaine en Ligue Europa sur le terrain du Red Bull Salzbourg avec une équipe remaniée, se déplacent à l'Allianz Riviera pour y affronter l'OGC Nice. C'est le premier choc depuis la déroute Monégasque pour l'OM. Le début de match est catastrophique pour les Olympiens qui encaissent un premier but dès la 4ème minute sur une tête de Mario Balotelli. Les hommes de Garcia tentent de relever la tête mais Jean Michaël Seri à la 16ème récupère un ballon hasardeux de Amavi puis frappe à 20 mètres. Le ballon détourné par Adil Rami trompe Mandanda. On se dit alors qu'un Monaco "bis" se profile mais les Marseillais ne s'affolent pas et leurs efforts se voient récompensés dix minutes plus tard par un but en force de Lucas Ocampos. Les mouches semblent changer d'âne, les Marseillais attaquent et sur un centre de Thauvin au terme d'un déboulé sur le côté droit, Pierre Lees-Melou détourne le ballon dans son propre but. On se dit que l'on va rentrer aux vestiaires sur ce score nul avec l'ascendant psychologique pour les Marseillais, mais dans les arrêts de jeu, Gustavo décoche une frappe puissante que Yoan Cardinale repousse très difficilement, Ocampos jaillit alors pour placer sa tête et donner l'avantage au Phocéens. Au retour des vestiaires, Gustavo subtilisait un ballon dans les pieds de Seri et envoyait une frappe rasante pour le 4-2. Les Marseillais contiennent alors les répliques Niçoises assez courageusement mais à vingt minutes de la fin, Gustavo s'illustrait à nouveau sur un tacle dangereux sur Les-Melou. Monsieur Bastien renvoyait le Brésilien aux vestiaires. Les Niçois se jettent alors à brides abattues sur les buts d'un Mandanda héroïque qui détourne ensuite un Penalty de Plea pour une faute de Sertic sur Saint-Maximin. En tout, Mandanda réalise neuf arrêts, le record de la saison à ce moment-là. Les Marseillais l'emportent donc au terme d'un match courageux dans lequel ils auront fait preuve de mental et de cœur.

#### Octobre: Entre frustration et espoir
Après une trêve internationale, les Marseillais retrouvent la Ligue 1 le dimanche Octobre pour y affronter le Racing Club de Strasbourg au Stade de la Meinau pour le compte de la neuvième journée. Les Alsaciens sont alors à la peine, barragistes avec seulement cinq points tandis que les Olympiens pointent à la troisième place du championnat. C'est la première apparition dans le groupe de Konstantínos Mítroglou, titulaire au coup d'envoi. Dès la cinquième minute, les Marseillais ouvrent le score grâce au premier but de la saison de Dimitri Payet. Les Marseillais poussaient et semblaient gérer mais les Strasbourgeois jouent crânement leur chance, emmenés par un Martin Terrier très inspiré et à la trente-et-unième minute, Aholou frappe frappe, le tir est dévié par Sakai et Rami, un but partout. Les Marseillais repartent alors à l'attaque mais se montrent très maladroits. Au retour de la pause, Sanson centre, on croit alors au premier but de Mitroglou qui semble dévier ce ballon, il n'en est en fait rien et c'est bien l'ancien Montpellierain qui redonne l'avantage à l'OM. Les locaux ne semblent pas abattus et mettent à contribution Mandanda qui ne peut cependant rien sur une tête de Koné sur un corner rentrant, nouvelle égalisation de Alsaciens. Les Marseillais repartent alors mais se montrent toujours aussi peu inspirés dans le dernier geste, le gros coup semble de plus en plus possible pour les Strasbourgeois. A un quart d'heure de la fin, Liénard décoche une frappe puissant et flottante à 35 mètre qui mystifie Mandanda. La Meinau exulte. Les Marseillais se ruent alors sur les buts de Kamara et laisse à Terrier l'occasion d'inscrire le quatrième but mais le joueur prêté par Lille manquait l'immanquable. Les Phocéens semblent se diriger vers une défaite lorsque Kamara repousse une frappe d'Amavi sur Mitroglou qui marque dans le but vide son premier but avec le maillot Olympien. Pas de quoi flamber pour des Marseillais qui limitent la casse, une semaine avant d'affronter le Paris Saint Germain. 
Après une victoire difficile au Vélodrome contre le Vitória en Ligue Europa, les Olympiens reçoivent le PSG, leader de la Ligue 1 pour le premier "classico" de la saison. Devant 60 000 personnes, Auteurs d'un bon début de match, les Marseillais concèdent la première occasion par Kurzawa. Quelques instant plus tard, profitant d'un flottement de la défense, Gustavo frappe à trente mètre. Sa frappe fuyante trompe Aréola, un à zéro, le vélodrome explose après un quart d'heure de jeu. Les Parisiens réagissent ensuite avec une reprise manquée par Cavani à bout portant puis, ce même Cavani trouve Neymar esseulé dans la surface. L'ancien joueur de Barcelone trompe Mandanda du gauche. Un partout à la demi-heure de jeu et à la pause. Au retour des vestiaires les Parisiens se montrent plus présents, se voyant même privés d'un penalty sur une main d'Amavi réclamée par Mbappé avec tant de véhémence qu'il recevra un carton jaune. Les Marseillais tiennent le choc. Le tournant du match survient à la soixante-dix-neuvième minute. Njie, entré à la place de Mítroglou se bat contre Rabiot pour conserver un ballon sur l'aile droite. Le centre du camerounais trouve aux cinq mètres cinquante un Florian Thauvin lancé comme une fusée qui transperce la défense et qui trompe Areola et embrase à nouveau le Vélodrome. On se dit que ça sent plutôt bon pour les Marseillais, d'autant que Neymar est exclu quelques minutes plus tard après deux cartons jaunes consécutifs à une grosse faute sur Morgane Sanson puis en répondant à une provocation de Lucas Ocampos. Dans les arrêts de jeu, Bouna Sarr manque un face-à-face avec Areola, dans la continuité de l'action, le guinéen fauche Cavani à l'entrée de la surface de réparation. L'uruguayen se charge lui-même de le tirer et trompe Mandanda. Cruel pour des Marseillais auteurs d'une belle prestation. 
Avec ces deux matchs nuls, les hommes de Rudi Garcia sont descendus à la cinquième place du championnat. Au moment de se déplacer à Lille pour affronter le dix-neuvième, entraîné par l'ancien coach Olympien Marcelo Bielsa, ils comptent bien faire respecter la hiérarchie. Cela commence idéalement pour les Phocéens. Sur un coup franc excentré, Thauvin trouve Sanson qui trompe Maignan dès la cinquième minute. On croit les Marseillais partis pour un match facile et une victoire aisée, mais les Lillois réagissent et Mandanda doit s'employer face à Anwar El-Ghazi, Nicolas Pépé ou encore Ibrahim Amadou. Les nordistes qui n'ont jusque-là inscrit que six buts depuis le début du championnat ont l'ascendant sur des Marseillais apathiques qui rentrent aux vestiaires, bien heureux de ne pas avoir concédée une égalisation qui aurait été logique. La seconde période ressemble à la première même si Gustavo oblige Maignan à une parade, les Lillois repartent à l'attaque et se procurent encore de grosses occasion par Ezequiel Ponce et surtout Thiago Maia dont la tête piquée est détournée par Gustavo sur sa ligne. Mitroglou, puis son remplaçant Germain ne parviennent pas à se mettre en évidence. L'ancien Monégasque n'a plus marqué depuis le barrage de Ligue Europa contre Domzale en Août et le Grec n'a pas encore montré de raison de s’enthousiasmer. Au coup de sifflet final, les Marseillais peuvent s'estimer heureux de repartir du Stade Pierre-Mauroy avec les trois points de la victoire. Cette victoire leur permet cependant de reprendre la quatrième place au FC Nantes.

#### Novembre: l'affirmation des leaders
Les Marseillais sont en plein doute. Les résultats du mois d'octobre en Championnat sont mitigés bien qu'ils aient gagné à Lille et auraient mérité une victoire contre le PSG. Les Olympiens sortent également d'une défaite 1 à 0 au Portugal sur la pelouse de Guimaraes trois jours avant. Match qui restera surtout dans les mémoires pour l'exclusion avant le début de la rencontre de Patrice Evra, coupable d'un coup de pied sur des supporters Marseillais. Cette agression entraînera quelques jours plus tard le licenciement de l'ancien joueur de la Juve et de Manchester United qui était cantonné au banc depuis l'arrivée de Jordan Amavi . 
Pas de quoi être totalement serein au moment de recevoir le Stade Malherbe de Caen , d'autant que les supporters font valoir leur mécontentement: «Amour du maillot, respect des supporters, professionnalisme, c'est trop demander ?» peut-on lire sur une banderole . De leur côté, les Caennais se présentent au Vélodrome en tant que septième de Ligue 1, à seulement trois points des Marseillais. Ce match ressemble donc à un tournant que les hommes de Garcia, privés de Dimitri Payet, ne peuvent rater. Le début du match rassure d'emblée les spectateurs. Les Marseillais combinent et vont bien trop vite pour les Caennais qui doivent s'en remettre aux interventions de Vercoutre face à Sakai, Thauvin. Les Caennais sont inoffensifs mais tiennent. Il faut attendre la quarante-troisième minute pour voir Gustavo trouver la faille après un cafouillage avec Mitroglou et Sanson. La frappe du Brésilien passe entre les jambes de trois défenseurs Malherbistes avant d'entrer dans le but ! Au retour du vestiaires, la physionomie ne change pas et à la quarante-septième minute, Thauvin profite d'un loupé de Mitroglou sur un service de Sanson pour inscrire le deuxième but Marseillais, son quatrième de la saison. Les Phocéens continuent profiter des errements de la défense Normande. Sur un corner détourné, Sanson récupère un ballon à l'angle de la surface, crochète et bat Vercoutre d'un frappe au ras du poteau. Trois à zéro. Ivan Santini, sur la seule occasion Caennaise tente un lob, claqué par Mandanda en corner. À la soixante-seizième minute, Thauvin récupère un ballon après un corner renvoyé par les Caennais. Centre rentrant au second poteau pour Mitroglou, maladroit et sifflé pendant la rencontre, le Grec ne peut cependant pas manquer cette offrande. Les Marseillais félicitent grandement leur coéquipier qui inscrit son deuxième but de la saison. Le récital est conclu sur une ouverture lumineuse de Gustavo qui trouve Lucas Ocampos sur l'aile gauche, le centre pour Mitroglou au point de penalty. La reprise du Grec est repoussé par Vercoutre, Thauvin a suivi et inscrit un doublé. Deux buts, une passe décisive. L'Orléanais se pose de plus en plus en leader de l'équipe. Victoire cinq à zéro. Les Marseillais se rassurent et se font plaisir. 
Le dimanche 19 novembre, c'est un des matchs historiques de la saison qui attend les Marseillais avec le déplacement à Bordeaux. L'occasion de rappeler la série en cours: quarante ans que les Marseillais ne se sont pas imposés en terres Girondines. Les hommes de Garcia peuvent y croire d'autant que les Girondins de Bordeaux ne sont pas au mieux: un point pris lors des cinq dernières journées dont une claque six buts à deux à Paris. Auteur d'un bon début de saison, les hommes de Gourvennec marquent le pas. De son côté, Marseille a repris confiance mais devra jouer sans son métronome Luiz Gustavo, suspendu. Le début de match était catastrophique pour les Marseillais, Zambo Anguissa voit sa passe interceptée par De Préville qui ouvre le score d'une superbe frappe à l'entrée de la surface, on ne joue que depuis trois minutes. Le Girondins dominent et ont les occasions, les Marseillais ont eux la possession mais le trio Payet-Thauvin-Ocampos ne parvient pas à concrétiser ses combinaisons et Sanson, aligné en lieu et place de Gustavo peine. A la pause, Maxime Lopez remplace Payet, de retour de blessure, ce qui permet à Morgan Sanson de retrouver sa position de meneur de jeu. Les Marseillais sont mieux. Thauvin ou encore Mitroglou manquent de peu le cadre de Costil, du point de vue défensif, la charnière Rolando-Rami confirme sa montée en puissance, se montrant intraitable. La fin du match voit les Bordelais manquer le break par Sankharé. Dans les arrêts de jeu, Mandanda tire un coup franc de la ligne médiane, il est repoussé par la défense Bordelaise, s'ensuivent plusieurs têtes Marseillaises. Le ballon arrive finalement à Morgan Sanson au niveau du point de penalty qui reprend d'une frappe rasante qui trompe un Costil sans-doute masqué par les nombreux joueurs devant lui, le troisième but de la saison pour Sanson. Égalisation à la dernière seconde pour des Marseillais qui conservent ainsi leur invincibilité de huit matchs en Ligue 1. Les matchs nuls des Lyonnais à Montpellier et des Monégasques à Amiens permettent au Marseillais de ne pas être distancés dans la course au podium par ce partage des points en Gironde et de rester quatrièmes à un point des Lyonnais. 
Après un nul miraculeux en Turquie sur le terrain de Konyaspor en Ligue Europa, les Marseillais accueillent l' En Avant Guingamp, quinzième du championnat et qui n'a plus connu la victoire depuis la mi-Septembre. Avec une défense remaniée, Abdenour associé à Rolando et Bouna Sarr en lieu et place de Sakai et avec Maxime Lopez associé à Luiz Gustavo au milieu, les hommes de Garcia font figure de favoris et ne tardent pas à le prouver. Sur une pelouse recouverte de papelitos, posant le pied sur le ballon mais contenus par une équipe Bretonne regroupée en bloc derrière. Mitroglou, Thauvin et Payet donnent des frissons aux Guigampais sans toutefois accrocher le cadre. Luiz Gustavo se voit ensuite refuser un penalty sur un accrochage avec Eboa Eboa. À la demi-heure de jeu, Morgan Sanson gratte un ballon dans les pieds de Yannis Salibur, transmet à Payet dans l'axe qui glisse à Thauvin qui entre dans la surface, slalom entre Kerbrat et Tabanou et bat Johnsson d'une frappe croisée. Superbe but, le sixième de l'ancien Bastiais. La seconde période est plus calme mais les Marseillais la dominent toujours avec des tentatives de Luiz Gustavo ou de Thauvin, les Guingampais manquant même de marquer contre leur camp par Tabanou. Un but à zéro au terme de la rencontre. Un score qui ne reflète pas la réalité du match tant jamais les Olympiens n'ont semblé en mesure de le perdre. Les cadres se sont encore montrés à leur avantage, à l'image de Payet, Thauvin, Luiz Gustavo et surtout Morgan Sanson, très disponible. Devant, Mitroglou a encore déçu.  Dans le même temps, la défaite de Monaco sur son terrain face à Paris permet aux Olympiens de se retrouver en embuscade au classement, quatrièmes à un point des Lyonnais et des Monégasques. 
La quinzième journée se déroule en semaine, trois jours plus tard seulement et à l'exception du match du Paris Saint Germain face à Troyes qui se déroule à 21h, toutes les rencontres, notamment celles des Lyonnais et des Monégasques ont lieu en même temps. Les Marseillais se déplacent en favoris au Stade Saint-Symphorien pour y affronter le Football Club de Metz, dernier de Ligue 1 avec seulement quatre points au compteur, tous obtenus à l’extérieur. La défense habituelle avec Rolando et Rami dans l'axe est de retour tout comme Hiroki Sakai à droite, Mitroglou est à nouveau aligné à la pointe de l'attaque. Dès l'entame du match, les Marseillais se montrent dominant, même si les messins croient ouvrir le score par Emmanuel Rivière, justement signalé hors-jeu. Bien servi par Mitroglou, Lucas Ocampos ratait le cadre des buts de Kawashima. A la dix-huitième minute, Thauvin, lancé par Rami, part de la ligne médiane dans le couloir droit, à la lutte avec Nicolas Basin (en), l'Orléanais se débarrasse du marquage du Messin, élimine Niakhaté d'un crochet pour se mettre sur son pied gauche et décoche une frappe enroulée, la "spéciale" de Thauvin qui trompe Kawashima et vient se loger dans le petit filet du portier Japonais qui retarde le break quelques instants face à Mitroglou, bien lancé par Payet. Mandanda de son côté intervient sur un frappe à ras-de-terre de Dossevi. A dix minutes de la mi-temps, Thauvin trouve Gustavo au second poteau. Le Brésilien, aux cinq mètre cinquante se permettant de contrôler avant d'inscrire ce deuxième but. Au retour de la pause, les Marseillais poursuivent leur domination et cherchant à inscrire le but du trois à zéro mais la barre empêche Thauvin d'inscrire un doublé, Njie, entré en jeu à la place de Mitroglou, encore une fois peu inspiré, n'a pas plus de chance. A la soixante-douzième minute, Sakai combine avec Thauvin, le Japonais lancé dans la surface trouve Lucas Ocampos au point de penalty qui reprendre victorieusement cette offrande pour son cinquième but de la saison. Metz tente alors de sauver l'honneur, notamment sur un ciseau de Florent Mollet capté par Mandanda. Victoire trois à zéro des Marseillais avec un Thauvin en patron, impliqué sur les trois buts Olympiens. 
Dans le même temps, Lyon s'incline sur son terrain face à Lille et Monaco est battu par à Nantes. Les Marseillais reprennent alors seuls la place de dauphin du PSG pour la première fois depuis la première journée. Les Phocéens comptent alors trente-et-un points, deux de plus que les Lyonnais et les Monégasques.

#### Décembre: Tenir le rythme
Les Marseillais attaquent donc Décembre en tant que deuxièmes du championnat et avec le statut d'équipe invaincue en Ligue 1 depuis dix matchs. Les leaders de l'équipe se sont affirmés. Luiz Gustavo est la plaque tournante, la défense Rolando-Rami se montre satisfaisante avec l'ancien Milanais qui retrouve son meilleur niveau. Devant, ce sont surtout les milieux offensifs et les ailiers qui se distinguent à l'image de Sanson et surtout de Thauvin (sept buts et six passes décisives). Les déceptions se trouvent à la pointe avec Mitroglou auteur de prestations catastrophiques, Germain muet depuis Août et qui joue peu. Enfin, Njie est cantonné à un rôle de remplaçant, bien qu'il soit l'avant-centre le plus prolifique du club (six buts), son retard après un rassemblement de la sélection Camerounaise en Octobre semble avoir détérioré ses rapports avec Rudi Garcia. 
Le premier adversaire des Marseillais en Décembre est le Montpellier Hérault, Septième de Ligue 1 et qui affiche le statut de meilleur défense du championnat avec seulement huit buts encaissés en quinze match et ayant fait match nul contre Monaco, Paris et Lyon. Comme attendu, le match est serré et les occasions sont rares. Stéphane Sessegnon allume une banderille à vingt mètres qui oblige Mandanda à une parade. Quelques instants plus tard, Mbenza trouvait encore Mandanda après une course sur le côté droit. Aymen Abdennour, titularisé à la place de Rolando ne semble pas des plus rassurants. À la demi-heure de jeu, Jérôme Roussillon place un centre détournée par Hiroki Sakai, le ballon revient sur Giovanni Sio au point de penalty qui trompe Mandanda d'un ciseau.Les Marseillais sont assommés par ce but. Les réactions sont timides et les offensifs sont bien tenus par le bloc Montpellierain.  A l'orée de la pause, Florian Thauvin centre de la droite pour Sanson qui travaille dans la surface et tente une frappe en pivot. L'ancien du MHSC tombe en arrière et Hilton contre le ballon avec son bras malgré tout collé à son corps. Monsieur Schneider désigne le point de penalty. Il s'ensuit une grande confusion. L'arbitre sanctionne une faute de Mukiele sur Sanson. Thauvin transforme le penalty. Un partout à la mi-temps. Au retour des vestiaires, les Montpellierains continuent d'attaquer et contiennent encore plus les Marseillais qui se créent toutefois une occasion sur une reprise de Valère Germain à l'entrée de la surface de réparation, claquée par Benjamin Lecomte. Quelques minutes après, Ruben Aguilar part balle au pied de sa moitié de terrain pour frapper à vingt mètres, Mandanda se déploie. En toute fin de match, coup franc pour les Montpellierains à trente mètre excentré sur la gauche Souleymane Camara place sa tête et trompe Mandanda. Montpellier pense avoir pris l'avantage mais Monsieur Schneider va parler à son assistant qui a indiqué un hors jeu de Hilton qui a plongé au cinq mètre sans réussir à dévier le ballon après Camara. Mandanda se mêle à la discussion. L'arbitre considère que Hilton a influencé Mandanda par son attitude et refuse donc le but ce qui met en rage le Stade de la Mosson et l’entraîneur de Montpellier Michel Der Zakarian. Au terme de ces instants de confusion, le jeu reprend pour le temps additionnel durant lequel les locaux obtiennent un autre coup franc sur lequel Mukiele place une tête au-dessus des buts alors qu'il était au cinq mètres cinquante. On en reste à ce score nul. Les décisions de l'arbitre feront beaucoup parler. Des mots sont échangés dans les couloirs et le quatrième arbitre est insulté.Coutumier des commentaires sur l'arbitrage, le président de l'Olympique Lyonnais, Jean-Michel Aulas, ne manquera pas de réagir sur le penalty. Tenu en échec alors que les Lyonnais et les Monégasques se sont imposés, les Olympiens redescendent à la quatrième place à égalité de points avec les deux autres candidats au podium (32) mais avec une plus mauvaise différence de buts (+13 contre +21 pour Monaco et +22 pour Lyon).
Qualifiés dans la semaine pour les seizièmes de finale de la Ligue Europa après un terne zéro à zéro contre le Red Bull Salzbourg au vélodrome avec une équipe remaniée, l'Olympique de Marseille reçoit l' AS Saint-Étienne, quinzième du championnat et qui reste sur une série de sept matchs sans victoire contre onze matchs sans défaite pour les Marseillais. Cela semble être donc le match idéal pour reprendre la marche en avant après le nul contre Montpellier. En hommage à Johnny Hallyday, décédé trois jours auparavant, les deux équipes entrent sur le terrain sur l'air de Que je t'aime au lieu du traditionnel Jump de Van Halen, une Harley-Davidson est garée à la sortie du tunnel et des banderoles ainsi que le grand écran du stade rendent également hommage au rockeur français. Rudi Garcia revoit sa composition pour ce match. Bouna Sarr remplace Hiroki Sakai à droite de la défense et Aymen Abdennour est titularisé aux côtés d'Adil Rami en charnière centrale tandis que Maxime Lopez est associé à Luiz Gustavo au milieu. Un temps incertain, Florian Thauvin est bien là, c'est Valère Germain qui occupe la pointe de l'attaque. Côté Stéphanois, Remy Cabella, prêté par l'OM ne peut disputer cette rencontre pour cette raison. Les Marseillais entament bien ce match et prennent vite l'ascendant sur les Stephanois. Payet oblige Ruffier à une première parade à la suite d'un coup franc lointain. L'ancien portier Monégasque ne peut rien en revanche sur le corner de ce même Payet à la dixième minute, le Réunionnais trouve Valère Germain au second poteau qui place une tête à bout portant. Un à zéro et enfin le premier but de Germain sous le maillot Olympien. Derrière, les Stéphanois tentent de réagir mais Diony ne parvient pas à couper un centre tendu au premier poteau de Kevin Monnet-Paquet. Les Marseillais reprennent vite le dessus et Germain n'est pas loin du doublé sur un nouveau corner cette fois-ci de Thauvin mais Ruffier tient bien sa ligne. Un zéro à la pause et une seule équipe sur le terrain. La seconde période reprend et les Stéphanois semblent repartir avec de meilleures intentions mais sur un contre, Morgan Sanson part en rush solitaire et est fauché par Ronaël Pierre-Gabriel en position de dernier défenseur alors que Sanson file au but. L'arbitre Nicolas Rainville sort alors le carton rouge alors qu'il reste quarante minutes à jouer. Le coup est dur pour les verts. Les Marseillais se créent logiquement des occasions. Payet trouve Germain au premier poteau mais Ruffier empêche le break et ce jusqu'à la soixante-dixième minute. Thauvin, seul sur le côté droit centre de la droite pour Valère Germain au cinq mètres cinquante et qui marque son deuxième but de la soirée et deuxième passe décisive de Thauvin qui en est désormais à huit, ce qui en fait alors le meilleur passeur du championnat, devant Neymar. Le match est plié, les Stephanois ne tente plus que de défendre. A dix minutes de la fin, Jordan Amavi trouve Lucas Ocampos dans l'angle de la surface, l'Argentin n'est pas attaqué et il décoche une frappe enroulée dans la lucarne. Sixième but de la saison pour Ocampos. Trois à zéro, score final au terme d'un match dominé de la tête et des épaules et rendu plus aisé encore par l'expulsion de Pierre-Gabriel. Les Marseillais restent quatrièmes, à égalité de points avec Lyon et Monaco, tous deux également vainqueurs lors de cette journée. 
Éliminés aux tirs au but par le Stade Rennais en semaine en Coupe de la Ligue, l'Olympique de Marseille se déplace au Groupama Stadium Pour y défier l'Olympique Lyonnais pour le choc de la dix-huitième journée. Avec un effectif au complet et en pleine confiance, les hommes de Garcia sont douchés dès la sixième minute et un coup franc de Nabil Fekir qui glisse des mains de Mandanda et rentre dans les buts. Un à zéro pour Lyon. Les Marseillais tentent alors de réagir mais Adil Rami ou Lucas Ocampos buttent sur un Anthony Lopes des grands soirs. Les deux équipes repartent aux vestiaires sur ce score. En début de seconde période, Lyon accélère et sur un corner de Fekir, Mariano Diaz oblige Mandanda à une parade, le ballon revient sur Maxwell Cornet qui centre et retrouve l'ancien joueur du Real Madrid pour le deux à zéro. Marseille tente à nouveau de réagir, Morgan Sanson trouve le poteau d'une frappe à vingt-cinq mètres puis Lopes s'envole sur une frappe lointaine de Luiz Gustavo. Sans avoir déjoué, l'Olympique de Marseille connait sa première défaite depuis le dix Septembre et la déroute contre Rennes et met un terme à une série de douze matchs sans défaite en championnat. C'est aussi le premier match sans marquer de but pour les Phocéens. Enfin, Marseille confirme ses difficultés contre les « gros » de Ligue 1. Monaco vainqueur également, les Marseillais se retrouvent donc toujours quatrième mais avec désormais trois points de retard sur les Monégasques et les Lyonnais dans la course au podium.
Trois jours à peine après ce coup d'arrêt dans le Rhône, les Marseillais doivent retrouver le terrain à l'occasion de la dix-neuvième et dernière journée de la phase aller. L'adversaire est le club de Troyes, quatorzième de Ligue 1, le promu qui connait des résultats irréguliers depuis le début de la saison est emmené par Saîf-Eddine Khaoui, prêté par l'Olympique de Marseille mais autorisé à disputer ce match contrairement à Remy Cabella dix jours auparavant avec St-Etienne. Le Franco-Tunisien est devenu au fil des matchs un élément essentiel de l'animation offensive du club de Jean-Louis Garcia.   Rudi Garcia aligne presque la même composition qu'à Lyon à trois exceptions-près. Maxime Lopez prend place à côté de Luiz Gustavo à la place de André Zambo Anguissa. Payet occupe l'aile gauche en lieu et place de Lucas Ocampos ce qui profite à Morgan Sanson pour reprendre le rôle de meneur de jeu. Enfin Bouna Sarr remplace Hiroki Sakai à la droite de la défense. Le début de match est plus équilibré qu'annoncé, les Marseillais ne parviennent pas à se créer d'occasion. A la quatorzième minute, Bryan Pelé le Troyens récupère un ballon à vingt-cinq mètres, dans l'axe. La frappe enroulée du gauche à mi-hauteur trompe un Mandanda avancé. Stupeur au Vélodrome, Troyes mène un but à zéro et ça n'est pas immérité. On commence à craindre les conséquences de la défaite contre Lyon. Marseille tente de se réveiller et Luiz Gustavo d'une super frappe dans l'axe à vingt mètre oblige Mammadou Sammassa à une parade grande classe. À la demi-heure de jeu les Marseillais pressent de plus en plus. Florian Thauvin sur l'aile droite trouve Sanson à l'angle de la surface. L'ancien Montpellierain remet de la tête pour Payet qui contrôle, rentre dans la surface et envoie un missile de l'extérieur du droit dans la lucarne de Samassa. Superbe mouvement. Un partout, le Vélodrome respire, les Marseillais ont repris l'ascendant. Payet marque là son deuxième but de la saison. Les Marseillais continuent alors à presser et Samassa empêche Thauvin de donner l'avantage aux siens avant le repos. Au retour des Vestiaires, les Marseillais dominent toujours les débats, manquant de marquer sur une faute de main de Samassa, bien suppléé par Khaoui sur sa ligne. Finalement, c'est Luiz Gustavo à la soixante-sixième minute qui donne l'avantage aux Olympiens, sur une longue ouverture côté gauche d'Amavi, le Brésilien reprend sans contrôle après un rebond et trouve le petit filet opposé. Deux à un pour l'OM. On croit les Marseillais partis pour une victoire tranquille mais Troyes se montre encore dangereux. Sur un centre, le Koréen Hyun-jun Suk trouve la barre de Mandanda avant de rater l'immanquable à deux mètres du but. Les Marseillais comprennent alors qu'il vaudrait mieux continuer à attaquer et Payet manque le doublé sur un lob mal dosé. À cinq minutes du terme de la rencontre, alors que Troyes fait le forcing pour égaliser, Payet lance Sanson dans le dos de la défense qui glisse à Valère Germain qui marque dans le but vide. Délivrance pour les Marseillais qui s'imposent dans ce dernier match de l'année. Les Marseillais terminent la phase aller à la quatrième place avec trente-huit points. Trois de moins que Monaco et Lyon et cinq de plus que le cinquième Nantes.

### Bilan de la phase aller

#### Le jeu et les résultats
Après des débuts poussifs malgré les deux victoires inaugurales suivies par les deux déroutes contre Rennes et Monaco, les Marseillais ont pris leurs responsabilités et n'ont eut de cesse de s'améliorer même s'il y eut des accidents de parcours comme à Montpellier ou à Strasbourg. Le tournant majeur de cette première partie de saison est le changement de dispositif de Rudi Garcia. Le 4-2-3-1 permet une assise défensive plus solide comparé au 4-3-3 dans lequel Luiz Gustavo faisait ce qu'il pouvait pour aider Rami et Rolando ou Abdennour, alors en rodage. Ceci explique le grand nombre de cartons jaunes reçus par le Brésilien lors des toutes premières journées. D'un point de vue général, un constat s'établit : L'Olympique de Marseille semble remporter les matchs qu'il doit remporter. À l'exception de la défaite contre Rennes et des matchs nuls face à Angers et Strasbourg, les Olympiens tournent bien contre les équipes modestes du championnat. En revanche, avec un seul point pris contre les trois autres "gros" du championnat, les Marseillais confirment les difficultés de ces dernières années à s'imposer dans les confrontations directes. Les Marseillais sont au contact du podium, à seulement trois points des Monégasques et des Lyonnais à la trêve.

#### Classement
| Rang | Équipe                    | Pts | J  | G  | N  | P  | Bp  | Bc | Diff | Qualification ou relégation                                             |
| ---- | ------------------------- | --- | -- | -- | -- | -- | --- | -- | ---- | ----------------------------------------------------------------------- |
| 1    | Paris Saint-Germain S L C | 93  | 38 | 29 | 6  | 3  | 108 | 29 | +79  | Qualification pour la phase de groupes de la Ligue des champions        |
| 2    | AS Monaco T               | 80  | 38 | 24 | 8  | 6  | 85  | 45 | +40  | Qualification pour la phase de groupes de la Ligue des champions        |
| 3    | Olympique lyonnais        | 78  | 38 | 23 | 9  | 6  | 87  | 43 | +44  | Qualification pour la phase de groupes de la Ligue des champions        |
| 4    | Olympique de Marseille    | 77  | 38 | 22 | 11 | 5  | 80  | 47 | +33  | Qualification pour la phase de groupes de la Ligue Europa               |
| 5    | Stade rennais FC          | 58  | 38 | 16 | 10 | 12 | 50  | 44 | +6   | Qualification pour la phase de groupes de la Ligue Europa               |
| 6    | Girondins de Bordeaux     | 55  | 38 | 16 | 7  | 15 | 53  | 48 | +5   | Qualification pour le deuxième tour de qualification de la Ligue Europa |
| 7    | AS Saint-Étienne          | 55  | 38 | 15 | 10 | 13 | 47  | 50 | −3   |                                                                         |

### Ligue Europa
La cinquième place obtenue en Ligue 1 la saison précédente ne qualifie pas l'OM pour le troisième tour de qualification. En théorie, le club français qualifié d'office pour le troisième tour de qualification est le vainqueur de la Coupe de la Ligue ou le 4e de la Ligue 1. Or, le Paris Saint-Germain ayant gagné la Coupe de France 2016-2017 et la Coupe de la Ligue 2016-2017 et étant également qualifié en Ligue des champions, les places laissées vacantes sont réattribuées au cinquième et au sixième du championnat. Le club marseillais commence donc la compétition au troisième tour de qualification. 

#### 3etour de qualification
Le 14 juillet, le tirage au sort pour le 3e tour de qualification de la Ligue Europa 2017-2018 donne comme adversaire le KV Ostende, club belge ayant terminé le dernier Championnat de Belgique à la cinquième place. Les phocéens gagnent le match aller face au KV Ostende 4 à 2, puis au match retour ils restent sur un score neutre de 0 à 0, donc l'Olympique de Marseille se qualifie pour les Barrages de la Ligue Europa 2017-2018. 

#### Barrages
Le 4 août, a lieu le tirage au sort et l'Olympique de Marseille connaît donc son adversaire qui est le club slovène le NK Domžale. Les olympiens arrachent le nul au match aller sur le score de 1 à 1 notamment grâce à Morgan Sanson alors qu'ils étaient menés 1-0 à la première mi-temps puis au match retour ils gagnent le match haut la main 3-0 grâce notamment à un doublé de Valère Germain et se qualifie donc pour les phases de groupes de la Ligue Europa 2017-2018.

#### Phases de groupes
Le tirage au sort pour les phases de groupes de la Ligue Europa 2017-2018 a lieu le 25 août. L'Olympique de Marseille figure parmi le chapeau 2. Ils tomberont donc face aux Autrichiens du Red Bull Salzbourg, les Portugais du Vitória SC et les Turcs du Konyaspor Kulübü.
| Rang | Équipe                 | Pts | J | G | N | P | Bp | Bc | Diff |  | Résultats (▼ dom., ► ext.) |     |     |     |     |
| ---- | ---------------------- | --- | - | - | - | - | -- | -- | ---- |  | -------------------------- | --- | --- | --- | --- |
| 1    | Red Bull Salzbourg     | 12  | 6 | 3 | 3 | 0 | 7  | 1  | +6   |  | Red Bull Salzbourg         |     | 1-0 | 0-0 | 3-0 |
| 2    | Olympique de Marseille | 8   | 6 | 2 | 2 | 2 | 4  | 4  | 0    |  | Olympique de Marseille     | 0-0 |     | 1-0 | 2-1 |
| 3    | Konyaspor              | 6   | 6 | 1 | 3 | 2 | 3  | 5  | -2   |  | Konyaspor                  | 0-2 | 1-1 |     | 2-1 |
| 4    | Vitória Guimarães      | 5   | 6 | 1 | 2 | 3 | 5  | 9  | -4   |  | Vitória Guimarães          | 1-1 | 1-0 | 1-1 |     |

#### Phase finale
Le tirage du 11 décembre 2017, donne comme adversaire, le club portugais SC Braga. Le match aller se termine avec une victoire de l'Olympique de Marseille 3 à 0 grâce notamment à un doublé de Germain et un but de Thauvin. Le match retour est gagné à domicile par SC Braga 1 à 0 (score cumulé 3-1). Le tirage du 23 février 2018, donne l'Athletic Bilbao comme adversaire. L'équipe gagne son match aller 3 à 1 grâce à un doublé de Lucas Ocampos et un but de Dimitri Payet. Le match retour est gagné par l'Olympique de Marseille 2 à 1 avec un but de Dimitri Payet et un de Lucas Ocampos (score cumulé 5-2). Le tirage du 16 Mars 2018, donne comme adversaire le RB Leipzig. Le match aller se termine par une victoire des allemands 1 à 0. L'OM se qualifie pour les demi-finales en s'imposant au retour avec une victoire écrasante 5 à 2 (score cumulé 5-3) grâce à un but contre son camp de Stefan Ilsanker, un but de Bouna Sarr, un de Florian Thauvin, un de Dimitri Payet et un de Hiroki Sakai. Le tirage du 13 avril 2018, donne comme adversaire le RB Salzbourg (club déjà affronté en phase de poule dans le groupe I). L'équipe prend une option pour la finale en gagnant son match aller 2 à 0 grâce à un but de Florian Thauvin et un de Clinton Njie. Au match retour, l'Olympique de Marseille s'incline 2 - 1 (a.p) mais se qualifie pour la finale (une première depuis 2004) grâce à un but de Rolando à la 116ème minutes. Le 16 mai 2018, ils affrontent au Parc OL (provisoirement appelé Groupama Stadium) l'Atletico Madrid emmenés par les coéquipiers d'Antoine Griezmann, de Kevin Gameiro et de Lucas Hernandez. La finale est retransmis en direct sur M6 et Bein Sports 1. Malheureusement, l'Olympique de Marseille s'incline 3 à 0 grâce notamment à un doublé de Antoine Griezmann et un but de Gabi. Au total, Marseille a perdu ses trois finales (1999, 2004 et 2018) et rejoint le Benfica Lisbonne (1983, 2013 et 2014) au rang d'équipe ayant perdu le plus de finales dans l'histoire de la C3. Tandis que c'est l'inverse, les Colchoneros remportent leur 3ème Ligue Europa après 2010 et 2012. Grâce à la diffusion de la finale de la Ligue Europa, M6 est largement en tête des audiences en attirant près de 6 677 000 téléspectateurs et 26,8% de l’ensemble du public.

#### Coefficient UEFA
| Rang 2018 | Rang 2017 | Évolution | Club                   | 2013-2014 | 2014-2015 | 2015-2016 | 2016-2017 | 2017-2018 | Coefficient |
| --------- | --------- | --------- | ---------------------- | --------- | --------- | --------- | --------- | --------- | ----------- |
| 1         | 1         |           | Real Madrid CF         | 26,000    | 35,000    | 29,000    | 33,000    | 33,000    | 156,000     |
| 2         | 2         |           | FC Bayern Munich       | 33,000    | 27,000    | 28,000    | 29,000    | 22,000    | 139,000     |
| 3         | 3         |           | FC Barcelone           | 24,000    | 24,000    | 34,000    | 26,000    | 23,000    | 131,000     |
|           |           |           |                        |           |           |           |           |           |             |
| 75        | 42        | -33       | Olympique de Marseille | 4,000     | 4,000     | 0,000     | 9,000     | 2,883     | 17,000      |

### Coupe de France

#### Trente-deuxième de finale
Le club Marseillais entre en lice en trente-deuxièmes de finale de la Coupe de France. Le tirage au sort effectué le 4 Décembre 2017 désigne comme adversaires des Phocéens les nordistes du Valenciennes Football Club, alors treizièmes de Ligue 2. Le match a lieu le Dimanche 7 Janvier 2018 à 14:15 à l' Orange Vélodrome. Les Marseillais dominent globalement la rencontre non-sans toutefois s'exposer aux attaques des joueurs de Valenciennes, mais ils ne parviennent pas à trouver la faille malgré la titularisation par Rudi Garcia dès le début du match des trois attaquants du club : Clinton Njie, Konstantínos Mítroglou & Valère Germain. Il faut donc aller en prolongation. La délivrance vient finalement du latéral Jordan Amavi qui reprend un centre de Njie à la cent-troisième minute. 
Ce même Jordan Amavi se blessera quelques jours plus tard à l'entrainement et manquera un mois de compétition. Cette blessure forcera Rudi Garcia à faire jouer Hiroki Sakai, habituel arrière droit à la place d'Amavi sur le côté gauche et à confirmer le repositionnement de Bouna Sarr en arrière droit. Celui-ci y fera de belles prestations tout au long du mois de Janvier.

#### Seizièmes de finale
Le 8 Janvier 2018, le tirage au sort désigne le Stade athlétique spinalien, pensionnaire de National 2, le quatrième échelon du football français comme adversaire des Olympiens. Le match se déroule le mardi 23 Janvier au Stade de la Colombière devant près de 8000 spectateurs. Le joueur Sénégalais de Liverpool, Sadio Mané, ami de l'attaquant Béninois d’Épinal Désiré Segbe qui l'a côtoyé au centre de formation du Football Club de Metz, donne le coup d'envoie fictif de la rencontre. En prévision du choc contre l'AS Monaco prévu cinq jours plus tard, Rudi Garcia aligne une équipe "bis", laissant plusieurs cadres au repos à Marseille, parmi lesquels Steve Mandanda, Luiz Gustavo, Dimitri Payet & Adil Rami et faisant débuter sur le banc Florian Thauvin, Hiroki Sakai et Valère Germain. Le coach Phocéen titularisait en revanche le jeune Yusuf Sari, 19 ans pour la première fois.
Le terrain difficile n'aidant pas les Marseillais a s'exprimer, ce sont au contraire les Spinaliens qui faisaient le jeu, se basant sur un gros pressing pour récupérer le ballon haut et se créant plusieurs occasions. A la pause, le score était pourtant toujours nul et vierge et les Marseillais n'avait quasiment pas inquiété les locaux. Au retour des vestiaires, toujours aussi gênés par l'état du terrain, les Marseillais se montraient un peu plus entreprenant par Morgan Sanson mais cela restait bien timide. Il fallait attendre l'entrée en jeu de Valère Germain à la place d'un Mítroglou fantomatique pour voir l'ancien Monégasque enrouler une frappe à l'entrée de la surface et ouvrir le score à la soixante-treizième minute de jeu. Les Spinaliens tentèrent de revenir au score, se jetant à corps perdu à l’assaut du but Marseillais mais ne parvenant plus à se montrer dangereux. Entré en jeu à la soixante et unième minute à la place de Sari, Thauvin débordait sur le côté droit et trouvait Sanson à l'entrée de la surface de réparation qui doublait la mise d'une reprise à raz-de-terre alors que l'on jouait la quatre-vingt-douzième minutes. Sans briller, les Marseillais se qualifiaient pour le tour suivant.

#### Huitièmes de finale
Les Marseillais sont confrontés à nouveau à un club de Ligue 2, le Football Bourg-en-Bresse Péronnas 01 en difficulté en championnat, les joueurs de l'Ain sont dix-huitièmes et barragistes au moment de recevoir les Phocéens, deuxièmes de Ligue 1 et qui sortent d'un spectaculaire 6-3 à l'Orange Vélodrome face au Football Club de Metz, dernier de Ligue 1. Favoris mais méfiant, Rudi Garcia aligne plus de titulaires que contre Épinal. Seuls Germain, blessé et Thauvin, préservé restaient à Marseille.
Dès le début du match, les Marseillais ont le dessus et Gustavo ouvrait le score dès la dixième minute d'une frappe croisée à l'angle de la surface. Trois minutes plus tard, Dimitri Payet plaçait un coup franc imparable et doublait la mise. Au quart d'heure de jeu, Payet lançait Konstantínos Mítroglou qui glissait un caviar à Lucas Ocampos qui marquait dans le but vide. Les joueurs de l'Ain sont K-O debout et ne parviennent pas à contenir les attaques Marseillaises. A la vingtième minute, Bouna Sarr centre pour la tête de Mitroglou, à bout portant. Le Grec s'offrait ensuite son premier doublé avec le maillot de l'Olympique de Marseille à la quarantième minute en interceptant une passe mal-assurée à trente mètres pour aller défier et battre le portier Burgien d'une frappe en finesse. Longtemps sifflé et hué depuis son arrivée en raison de ses faibles performances, les supporters Marseillais présents au Stade Marcel-Verchère chantaient alors le nom de l'ancien attaquant du Benfica Lisbonne sur l'air de Life is Life du groupe Opus. A la pause, l'Olympique de Marseille menait cinq buts à zéro et les Burgiens n'avaient pratiquement rien montré.
Au retour des vestiaires, les Marseillais continuaient leur domination et à la quarante-huitième minute, Ocampos concluait une action collective pour inscrire son deuxième but de la soirée. Six à zéro et encore toute une mi-temps à jouer pour les joueurs de Bourg-en-Bresse. Garcia faisait alors tourner son effectif, faisant sortir Luiz Gustavo au profit de Boubacar Kamara et Jordan Amavi qui faisait son retour depuis sa blessure début Janvier, remplacé par Henri Bedimo. Les Marseillais géraient cette avance, ne souhaitant par se relâcher, ce qui leur avait coûté de prendre trois buts dans les dernières minutes le weekend précédent contre Metz, provoquant la colère de joueurs comme Dimitri Payet ou Adil Rami.  Mais les espaces laissés par les joueurs de Ligue 2 attiraient irrémédiablement les nombreux offensifs Olympiens et sur un centre de Payet, Ocampos plaçait une tête au point de penalty et inscrivait le premier triplé de sa carrière. Payet sortait quelques instants plus tard, remplacé par Yusuf Sari. Le natif de Martigues se distinguait à la quatre-vingt-unième minute par un centre qui trouvait la tête de Mitroglou à bout-portant qui inscrivait lui aussi un triplé. Enfin, à la quatre-vingt-neuvième minute, Sari, encore lui, était fauché dans la surface. Monsieur Letexier désignait le point de Penalty. Le minot demandait à le tirer lui-même mais Clinton Njie se saisissait avec autorité du ballon et inscrivait le neuvième et dernier but des Phocéens. Au terme de ce match plein (il faut remonter à 1948 pour retrouver trace d'un tel écart en coupe pour le club), les Marseillais se qualifiaient donc pour les quarts de finale. 

## Statistiques

### Individuelles

#### Buteurs

##### En Ligue 1 Conforama
| Classement (club) | Classement (Ligue 1 Conforama) | Joueur                 | Poste     | Nombre total de buts | ...dont penaltys | Un but toutes les... |
| ----------------- | ------------------------------ | ---------------------- | --------- | -------------------- | ---------------- | -------------------- |
| 1er               | 2e                             | Florian Thauvin        | Attaquant | 22                   | 3                | 134 min (3e)         |
| 2e                | 26e                            | Valère Germain         | Attaquant | 9                    | 0                | 240 min              |
| 3e                | 27e                            | Lucas Ocampos          | Attaquant | 9                    | 0                | 227 min              |
| 4e                | 29e                            | Morgan Sanson          | Milieu    | 9                    | 0                | 240 min              |
| 5e                | 30e                            | Konstantinos Mitroglou | Attaquant | 9                    | 0                | 97 min (1er)         |
| 6e                | 39e                            | Clinton N'Jie          | Attaquant | 7                    | 0                | 124 min (2e)         |
| 7e                | 53e                            | Dimitri Payet          | Attaquant | 6                    | 2                | 391 min              |
| 8e                | 59e                            | Luiz Gustavo           | Milieu    | 5                    | 0                | 603 min              |
| 9e                | 207e                           | Adil Rami              | Défenseur | 1                    | 0                | 2955 min             |
| 10e               | 241e                           | Rolando                | Défenseur | 1                    | 0                | 2511 min             |

##### Toutes compétitions confondues
| Classement | Joueur                 | Poste     | Nombre total de buts | ...dont penaltys |
| ---------- | ---------------------- | --------- | -------------------- | ---------------- |
| 1er        | Florian Thauvin        | Attaquant | 26                   | 3                |
| 2e         | Valère Germain         | Attaquant | 18                   | 0                |
| 3e         | Lucas Ocampos          | Attaquant | 16                   | 0                |
| 4e         | Konstantinos Mitroglou | Attaquant | 13                   | 0                |
| 5e         | Morgan Sanson          | Milieu    | 12                   | 0                |
| 6e         | Dimitri Payet          | Attaquant | 10                   | 3                |
| 7e         | Clinton N'Jie          | Attaquant | 9                    | 1                |
| 8e         | Luiz Gustavo           | Milieu    | 6                    | 0                |
| 9e         | Adil Rami              | Défenseur | 2                    | 0                |
| 9e         | Rolando                | Défenseur | 2                    | 0                |
| 11e        | Maxime Lopez           | Milieu    | 1                    | 0                |
| 11e        | Bouna Sarr             | Défenseur | 1                    | 0                |
| 11e        | Hiroki Sakai           | Défenseur | 1                    | 0                |
| 11e        | Jordan Amavi           | Défenseur | 1                    | 0                |

#### Passeurs

##### En Ligue 1 Conforama
| Classement (club) | Classement (Ligue 1 Conforama) | Joueur          | Poste     | Nombre total de passes décisives | ...dont ceux sur coup de pied arrêté | Une passe décisive toutes les... |
| ----------------- | ------------------------------ | --------------- | --------- | -------------------------------- | ------------------------------------ | -------------------------------- |
| 1er               | 2e                             | Dimitri Payet   | Attaquant | 13                               | 4                                    | 180 min (1er)                    |
| 2e                | 4e                             | Florian Thauvin | Attaquant | 11                               | 2                                    | 268 min (2e)                     |
| 3e                | 28e                            | Jordan Amavi    | Défenseur | 5                                | 0                                    | 438 min                          |
| 4e                | 55e                            | Valère Germain  | Attaquant | 4                                | 1                                    | 541 min                          |
| 5e                | 64e                            | Clinton N'Jie   | Attaquant | 3                                | 0                                    | 291 min (3e)                     |
| 6e                | 72e                            | Bouna Sarr      | Défenseur | 3                                | 0                                    | 597 min                          |
| 7e                | 79e                            | Lucas Ocampos   | Attaquant | 3                                | 0                                    | 681 min                          |
| 8e                | 81e                            | Hiroki Sakai    | Défenseur | 3                                | 0                                    | 840 min                          |
| 9e                | 126e                           | Morgan Sanson   | Milieu    | 2                                | 0                                    | 1058 min                         |
| 10e               | 148e                           | Luiz Gustavo    | Milieu    | 2                                | 1                                    | 1509 min                         |
| 11e               | 161e                           | Boubacar Kamara | Milieu    | 1                                | 0                                    | 455 min                          |
| 12e               | 244e                           | Adil Rami       | Défenseur | 1                                | 1                                    | 2955 min                         |

### Collectives

#### En Ligue 1 Conforama
- Meilleur classement : 2e (J1 / J15 / J24)
- Pire classement : 10e (J5)
- Plus petit écart de points avec le leader : - 0 (J1-2)
- Plus grand écart de points avec le leader : - 21 (J30 à 35)
- Plus grande série de victoires : 4 (J19 à 22)
- Plus grande série de matchs nuls : 2 (J9-10)
- Plus grande série de défaites : 2 (J4-5)
- Plus grande série de matchs sans défaite : 12 (J6 à 17)
- Plus grande série de matchs sans victoire : 3 (J3 à 5)
- Plus large victoire : 5-0 (contre Caen [J12])
- Plus large défaite : 6-1 (contre Monaco [J4])
- Plus grande série de matchs en marquant au moins un but : 17 (J1 à 17)
- Plus grande série de matchs sans marquer : 1 (J18 / J27 / J32)
- But le plus rapidement marqué par l'OM :   2e (par Valère Germain contre Guingamp [J37])
- But le plus rapidement encaissé par l'OM :   1re (par Samuel Grandsir pour Troyes [J33])
- But le plus tardivement marqué par l'OM :   90+5e (par Florian Thauvin contre Nantes [J28]) /   90+5e (pen.) (par Dimitri Payet contre Dijon [J31])
- But le plus tardivement encaissé :   90+3e (par Edinson Cavani pour Paris SG [J10])
- Joueur de l'OM ayant marqué un doublé : Clinton N'Jie (contre Dijon [J1] et Amiens [J6]), Lucas Ocampos (contre Nice [J8]), Florian Thauvin (contre Caen [J12], Lille [J34] et Guingamp [J37]), Valère Germain (contre Saint-Etienne [J17]), Konstantinos Mitroglou (contre Lille [J34])
- Joueur adverse ayant marqué un doublé : Radamel Falcao (pour Monaco [J4]), Florent Mollet (pour Metz [J24]), Clément Grenier (pour Guingamp [J37])
- Joueur de l'OM ayant marqué un triplé : Florian Thauvin (contre Metz [J24])
- Joueur adverse ayant marqué un triplé : aucun
- Rencontre avec le plus de buts marqués par l'OM : 6 (victoire 6-3 contre Metz [J24])
- Rencontre avec le plus de buts encaissés : 6 (défaite 6-1 contre Monaco [J4])
- Rencontre la plus prolifique en buts : 9 (victoire 6-3 contre Metz [J24])
- Rencontre la moins prolifique : 0 (contre Montpellier [J32])

#### Toutes compétitions confondues
- Plus large victoire : 0-9 (contre Bourg-en-Bresse [CDF 1/8e])
- Plus large défaite : 6-1 (contre Monaco [L1 J4])
- But le plus rapidement marqué par l'OM :   1re (par Lucas Ocampos contre Bilbao [LE 1/8 aller])
- But le plus rapidement encaissé par l'OM :   1re (par Samuel Grandsir pour Troyes [L1 J33])
- But le plus tardivement marqué par l'OM :   116e (par Rolando contre Salzbourg [LE 1/2 retour])
- But le plus tardivement encaissé :   90+3e (par Edinson Cavani pour Paris SG [L1 J10])
- Joueur de l'OM ayant marqué un doublé : Clinton N'Jie (contre Dijon [L1 J1] et Amiens [L1 J6]), Lucas Ocampos (contre Nice [L1 J8] et Bilbao [LE 1/8e aller]), Florian Thauvin (contre Caen [L1 J12], Lille [L1 J34] et Guingamp [L1 J37]), Valère Germain (contre Saint-Etienne [L1 J17], Domzale [LE Barrage retour] et Braga [LE 1/16e aller]), Konstantinos Mitroglou (contre Lille [L1 J34])
- Joueur adverse ayant marqué un doublé : Radamel Falcao (pour Monaco [L1 J4]), Florent Mollet (pour Metz [L1 J24]), Clément Grenier (pour Guingamp [L1 J37]), Antoine Griezmann (pour Atletico Madrid [LE Finale]), Angel Di Maria (pour Paris SG [CDF 1/4])
- Joueur de l'OM ayant marqué un triplé : Florian Thauvin (contre Metz [L1 J24]), Valère Germain (contre Ostende [LE 3e tour aller]), Lucas Ocampos (contre Bourg-en-Bresse [CDF 1/8e]), Konstantinos Mitroglou (contre Bourg-en-Bresse [CDF 1/8e])
- Joueur adverse ayant marqué un triplé : aucun
- Rencontre avec le plus de buts marqués par l'OM : 9 (victoire 0-9 contre Bourg-en-Bresse [CDF 1/8e])
- Rencontre avec le plus de buts encaissés : 6 (défaite 6-1 contre Monaco [L1 J4])
- Rencontre la plus prolifique en buts : 9 (victoire 6-3 contre Metz [L1 J24] / victoire 0-9 contre Bourg-en-Bresse [CDF 1/8e])
- Rencontre la moins prolifique : 0 (contre Montpellier [L1 J32], Ostende [LE 3e tour retour] et Salzbourg [LE J6])

## Aspects juridiques et économiques

### Aspects juridiques

#### Organigramme
Le tableau ci-dessous présente l'organigramme de l'Olympique de Marseille pour la saison 2017-2018.
| Fonction                   | Nom                  |
| -------------------------- | -------------------- |
| Président du directoire    | Jacques-Henri Eyraud |
| Directeur sportif          | Andoni Zubizarreta   |
| Directeur du scouting      | Albert Valentin      |
| Responsable du recrutement | Jean-Philippe Durand |
| Coordinateur sportif       | Louis Vassallucci    |
| Directeur juridique        | Alexandre Mialhe     |

| Fonction                                      | Nom                                          |
| --------------------------------------------- | -------------------------------------------- |
| Directeur de la sécurité                      | Guy Cazadamont                               |
| Responsable pôles presse, relations publiques | Élodie Malatrait                             |
| Ambassadeur du club                           | Basile Boli                                  |
| Président de l'association OM                 | Jean-Pierre Foucault puis Jean-Pierre Chanal |
| Vice-président de l'association OM            | Robert Nazarétian                            |

## Équipe réserve
L'équipe réserve de l'OM joue cette saison en National 2 (auparavant appelé CFA). L'équipe entraînée par David Le Frapper ayant terminé la saison dernière à la dixième place du groupe D veut faire mieux et vise le podium. Ci-dessous, l'effectif de l'équipe B de l'OM en précisant que des joueurs de l'équipe A peuvent la renforcer (sûrement Escales, Kamara, Andonian, Nlaté, ou d'autres).